# ژائو گومز کراوینیو
ژائو گومز کراوینیو (انگلیسی: João Gomes Cravinho؛ زادهٔ ۱۶ ژوئن ۱۹۶۴) سیاست‌مدار و دیپلمات اهل پرتغال است، که هم‌اکنون به‌عنوان وزیر دفاع ملی پرتغال فعالیت می‌کند. وی در فاصله سال‌های ۲۰۰۵ تا ۲۰۱۱ وزیر امور خارجه پرتغال بود.